# Liste öffentlicher Kneipp-Anlagen in Deutschland
In der Liste öffentlicher Kneipp-Anlagen in Deutschland sind Kneipp-Anlagen aller Bundesländer aufgeführt. Kneipp-Anlagen können laut Kneipp-Bund in Form von Wassertretanlagen oder Armbecken vorliegen und unterliegen grundsätzlich nicht der Trinkwasserverordnung. Kneipp-Anlagen werden häufig künstlich angelegt. Daneben gibt es in den natürlichen Verlauf von Fließgewässern eingebettete Wassertretstellen. Kneippen ist eine Behandlungsmethode der Hydrotherapie, die auf der Grundlage von Sebastian Kneipp angewendet wird. Hierbei wird in kaltem Wasser auf der Stelle geschritten. In Armbecken werden die Arme bis zur Mitte der Oberarme ins kalte Wasser getaucht. Die Teillisten öffentlicher Kneipp-Anlagen der einzelnen Bundesländer erheben keinen Anspruch auf Vollständigkeit.

## Listen öffentlicher Kneipp-Anlagen nach Bundesländern
Derzeit sind in den Landeslisten folgende öffentliche Kneipp-Anlagen im Bundesgebiet erfasst:
| Liste öffentlicher Kneipp-Anlagen nach Bundesland                 | Anzahl |
| ----------------------------------------------------------------- | ------ |
| Liste öffentlicher Kneipp-Anlagen in Baden-Württemberg            | 369    |
| Liste öffentlicher Kneipp-Anlagen in Bayern                       | 195    |
| Liste öffentlicher Kneipp-Anlagen in Berlin                       | 2      |
| Liste öffentlicher Kneipp-Anlagen in Brandenburg                  | 6      |
| Liste öffentlicher Kneipp-Anlagen in der Freien Hansestadt Bremen | 1      |
| Liste öffentlicher Kneipp-Anlagen in Hamburg                      | 1      |
| Liste öffentlicher Kneipp-Anlagen in Hessen                       | 80     |
| Liste öffentlicher Kneipp-Anlagen in Mecklenburg-Vorpommern       | 2      |
| Liste öffentlicher Kneipp-Anlagen in Niedersachsen                | 46     |
| Liste öffentlicher Kneipp-Anlagen in Nordrhein-Westfalen          | 70     |
| Liste öffentlicher Kneipp-Anlagen in Rheinland-Pfalz              | 13     |
| Liste öffentlicher Kneipp-Anlagen im Saarland                     | 9      |
| Liste öffentlicher Kneipp-Anlagen in Sachsen                      | 9      |
| Liste öffentlicher Kneipp-Anlagen in Sachsen-Anhalt               | 7      |
| Liste öffentlicher Kneipp-Anlagen in Schleswig-Holstein           | 4      |
| Liste öffentlicher Kneipp-Anlagen in Thüringen                    | 33     |
| Gesamt                                                            | 844    |